# Lijst van schilderijen van Johannes Vermeer
Deze lijst geeft een overzicht van schilderijen van Johannes Vermeer, de 17e-eeuwse Hollandse meester. Het gaat in totaal om 37 schilderijen, de meeste genrestukken.
Ten behoeve van de tentoonstelling Vermeer in het Rijksmuseum Amsterdam (van 10 feb 2023 tot en met 4 jun 2023) heeft het Rijksmuseum de video Dichter bij Vermeer  gemaakt, waarin, naast een inleiding per onderwerp, alle schilderijen worden toegelicht.

## Schilderijen van Johannes Vermeer
| Afbeelding | Titel                                    | Datering    | Gesigneerd | Eigendom                                                                          | Formaat (cm) |
| ---------- | ---------------------------------------- | ----------- | ---------- | --------------------------------------------------------------------------------- | ------------ |
|            | Diana en haar gezelschap                 | ± 1653-1656 | Ja         | Mauritshuis, Den Haag                                                             | 98,5 × 105   |
|            | Christus in het huis van Martha en Maria | ± 1654-1656 | Ja         | National Gallery of Scotland, Edinburgh                                           | 160 × 142    |
|            | De koppelaarster                         | 1656        | Ja         | Gemäldegalerie Alte Meister, Dresden                                              | 143 × 130    |
|            | Slapend meisje                           | ± 1656-1657 |            | Metropolitan Museum of Art, New York                                              | 87,6 × 76,5  |
|            | Brieflezend meisje bij het venster       | ± 1657-1659 |            | Gemäldegalerie Alte Meister, Dresden                                              | 83 × 64,5    |
|            | Het straatje                             | ± 1657-1661 | Ja         | Rijksmuseum, Amsterdam                                                            | 53,5 × 43,5  |
|            | De soldaat en het lachende meisje        | ± 1655-1660 |            | Frick Collection, New York                                                        | 50,5 × 46    |
|            | Het melkmeisje                           | ± 1658-1661 |            | Rijksmuseum, Amsterdam                                                            | 45,5 × 40,6  |
|            | Het glas wijn                            | ± 1658-1661 |            | Gemäldegalerie, Berlijn                                                           | 65 × 77      |
|            | Dame en twee heren                       | ± 1659-1660 | Ja         | Herzog Anton Ulrich-Museum, Braunschweig                                          | 78 × 67      |
|            | Onderbreking van de muziek               | ± 1658-1661 |            | Frick Collection, New York                                                        | 39,4 × 44,5  |
|            | Gezicht op Delft                         | ± 1660-1661 | Ja         | Mauritshuis, Den Haag                                                             | 98,5 × 117,5 |
|            | De muziekles                             | ± 1662-1664 |            | Royal Collection, Buckingham Palace, Londen                                       | 73,3 × 64,5  |
|            | Brieflezende vrouw in het blauw          | ± 1662-1665 |            | Rijksmuseum, Amsterdam                                                            | 46,5 × 38    |
|            | Vrouw met weegschaal                     | ± 1662-1665 |            | National Gallery of Art, Washington                                               | 42,5 × 38    |
|            | Vrouw met waterkan                       | ± 1662-1665 |            | Metropolitan Museum of Art, New York                                              | 45,7 × 40,6  |
|            | De luitspeelster                         | ± 1662-1664 |            | Metropolitan Museum of Art, New York                                              | 51,4 × 45,7  |
|            | Vrouw met parelsnoer                     | ± 1662-1665 |            | Gemäldegalerie, Berlijn                                                           | 55 × 45      |
|            | Schrijvende vrouw in het geel            | ± 1665-1666 | Ja         | National Gallery, Washington                                                      | 45 × 39,9    |
|            | Meisje met de rode hoed                  | ± 1665-1666 | Ja         | National Gallery, Washington                                                      | 23,2 × 18,1  |
|            | Meisje met de parel                      | ± 1665-1667 | Ja         | Mauritshuis, Den Haag                                                             | 46,5 × 40    |
|            | Het concert                              | ± 1664-1667 | Ja         | Isabella Stewart Gardner Museum, Boston (gestolen in 1990 en sindsdien spoorloos) | 72,5 × 64,7  |
|            | Allegorie op de schilderkunst            | ± 1662-1668 | Ja         | Kunsthistorisches Museum, Wenen                                                   | 120 × 100    |
|            | Meisjeskopje                             | ± 1665-1674 | Ja         | Metropolitan Museum of Art, New York                                              | 44,5 × 40    |
|            | Dame en dienstbode                       | ± 1666-1667 |            | Frick Collection, New York                                                        | 90,2 × 78,7  |
|            | De astronoom                             | 1668        | Ja         | Louvre, Parijs                                                                    | 50 × 45      |
|            | De geograaf                              | 1668-1669   | Ja         | Städel Museum, Frankfurt                                                          | 53 × 46,6    |
|            | De kantwerkster                          | ± 1669-1671 | Ja         | Louvre, Parijs                                                                    | 24,5 × 21    |
|            | De liefdesbrief                          | ± 1667-1670 | Ja         | Rijksmuseum, Amsterdam                                                            | 44 × 38,5    |
|            | De gitaarspeelster                       | ± 1669-1672 | Ja         | English Heritage, Kenwood House, Londen                                           | 53 × 46,3    |
|            | Schrijvende vrouw met dienstbode         | ± 1670-1671 | Ja         | National Gallery of Ireland, Dublin (tweemaal gestolen)                           | 71,1 × 58,4  |
|            | Allegorie op het geloof                  | ± 1671-1674 |            | Metropolitan Museum of Art, New York                                              | 114,3 × 88,9 |
|            | Staande virginaalspeelster               | ± 1670-1673 | Ja         | National Gallery, Londen                                                          | 51,7 × 45,2  |
|            | Zittende virginaalspeelster              | ± 1670-1675 | Ja         | National Gallery, Londen                                                          | 51,5 × 45,5  |

## Toeschrijving onzeker
| Afbeelding | Titel                            | Datering    | Gesigneerd                           | Eigendom                                                                                   | Formaat (cm) | Toeschrijving |
| ---------- | -------------------------------- | ----------- | ------------------------------------ | ------------------------------------------------------------------------------------------ | ------------ | --- |
|            | Sint Praxedis                    | 1655        | Ja (met meer 1655 en Meer N R..o.o.) | In Langdurige bruikleen aan het Nationaal museum voor westerse kunst in Tokio (privébezit) | 101,6 × 82,6 | Arthur K. Wheelock jr., voorheen curator van de National Gallery of Art in Washington, D.C., is de voornaamste voorvechter om het schilderij aan Johannes Vermeer toe te schrijven. Wheelock bracht zijn standpunt in 1986 naar buiten en plaatste Sint Praxedis bij de grote Vermeertentoonstellingen in Washington en Den Haag van 1995-96 prominent naast Diana en haar nimfen en Christus in het huis van Martha en Maria, twee vroege werken van Vermeer. Argumenten voor toeschrijving aan Vermeer zijn onder anderen de twee signaturen. Op het schilderij staat linksonder "Meer 1655" en rechtsonder "Meer N R..o.o", wat volgens Wheelock VerMeer Naar Riposo (de bijnaam van Ficherelli) betekent. Laboratoriumonderzoek toonde overeenkomsten met in Holland gebruikte technieken en materialen en Wheelock zag parallellen met andere vroege werken van Vermeer. Wheelocks theorie werd in 2014 ondersteund door nieuw onderzoek. Voorafgaand aan de verkoop door de erven Piasecka Johnson, verklaarden onderzoekers van het Rijksmuseum en de Vrije Universiteit Amsterdam op basis van een nieuwe analyse dat de samenstelling van de witte verf overeenkomt met de verf die de schilder in een ander vroeg werk, Diana en haar nimfen (circa 1653-1655) gebruikte, en dat het daarom toch vrijwel zeker om een authentiek stuk gaat. Het gebruikte loodwit dat als ondergrond van het schilderij is gebruikt is volgens de onderzoekers typisch Nederlands en beslist niet Italiaans. Nederlands loodwit werd echter ook naar Italië geëxporteerd, dus critici accepteerden deze conclusie niet voetstoots. Vermeerexperts als Walter Liedtke, Jørgen Wadum, Frits Duparc en Albert Blankert wezen de toeschrijving aan Vermeer af. De chef-restaurator van het Mauritshuis, Jørgen Wadum, vergeleek de schildertechniek van Sint Praxedis met andere Vermeers. Hij was van mening dat het niet om een Vermeer kon gaan en hield de signatuur voor een latere toevoeging. Volgens Jørgen Wadum ging het om een tweede versie van de hand van Ficherelli. Ook andere experts waren zeer kritisch over de toeschrijving en in 2008 werd Sint Praxedis in de Vermeermonografie van Walter Liedtke niet genoemd. |
|            | Zittende vrouw aan het virginaal | ± 1670      |                                      | The Leiden Collection, New York                                                            | 25,2 × 20    | Een onderzoekscommissie van Sotheby's verklaarde het doek in 2003 tot een authentieke Vermeer. Ook Vermeerkenners als Walter Liedtke en Arthur K. Wheelock jr. erkennen het schilderij als een echte Vermeer. |
|            | Meisje met de fluit              | ± 1665-1670 |                                      | National Gallery, Washington                                                               | 20 × 17,8    | Onderzoek door de National Gallery of Art in Washington stelde in 2022 dat dit werk niet van Vermeer is. Volgens het Rijksmuseum is het wel een echte Vermeer. |

Diana en haar nimfen · Christus in het huis van Martha en Maria · De koppelaarster · Slapend meisje · Brieflezend meisje bij het venster · Het straatje · De soldaat en het lachende meisje · Het melkmeisje · Het glas wijn · Dame en twee heren · Onderbreking van de muziek · Gezicht op Delft · De muziekles · Brieflezende vrouw in het blauw · Vrouw met weegschaal · Vrouw met waterkan · De luitspeelster · Vrouw met parelsnoer · Schrijvende vrouw in het geel · Meisje met de rode hoed · Meisje met de parel · Het concert · Allegorie op de schilderkunst · Meisjeskopje · Dame en dienstbode · De astronoom · De geograaf · De kantwerkster · De liefdesbrief · De gitaarspeelster · Schrijvende vrouw met dienstbode · Allegorie op het geloof · Staande virginaalspeelster · Zittende virginaalspeelster
Omstreden toeschrijvingen: Sint Praxedis · Zittende vrouw aan het virginaal · Meisje met de fluit